# گریگور نارکاتسی
گریگور نارکاتْسی(به ارمنی: Գրիգոր Նարեկացի) (به انگلیسی: Grigor Narekatsi)، از زادروز گریگور اطلاع دقیقی در دست نیست. سال تولد گریگور به روایتی بین سال‌های ۹۴۱ تا ۹۴۹ و به روایتی دیگر میان سال‌های ۹۵۰ تا ۹۵۱ بوده‌است.
گریگور نارکاتسی بزرگ‌ترین و سرشناس‌ترین نماینده ادبیات عرفانی-مذهبی این دوران است که در کنار آثار مذهبی متعدد، اثر معروف «فغان نامه» یا به زبان عامیانه، «نارِک» را آفرید. اثری که طی سده‌های متمادی کتاب مجبوب و مقدس ارمنیان بوده‌است. براساس یادداشت پایان کتاب فغان نامه، تاریخ نگارش آن بین سال‌های ۱۰۰۰ تا ۱۰۰۳ میلادی می‌باشد.

## زندگی
گریگور تحصیلات خود را در صومعه، نارکاوانک واقع در آبادی رشتونی، به پایان رساند و در همان صومعه نیز در کسوت روحانیت روزگار گذراند.
گریگور نارکاتسی، فرزند جاثلیق خسرو آندزواتسی است که پس از فوت زود هنگام همسرش به جرگه روحانیون تارک دنیا در آمد و به مقام اسقفی استان آندزواتس رسید.
خسرو آندزواتسی استاد متون و کتاب‌های کلیسایی بود و اساساً به عنوان دانشمند و روحانی سرشناس و مترقی عصر شهرت داشت. از وی تألیفاتی نظیر تفسیر تشریفات مخصوص کلیسایی و تفسیر مفهوم نیایش مقدس به جا مانده است، که این آثار نشان دهنده وسعت افق فکری اوست.
در مورد مرگ گریگور قدیس می‌گویند: «روزی وی برای دعا به غاری می‌رود و دیگر بر نمی‌گردد. پس از انتظار و جستجوی بسیار وارد همان غار می‌شوند، ولی او را نمی‌یابند. سپس جستجوگران روزه می‌گیرند و با دعا به درگاه خداوند از او می‌خواهند، جا و مکان قدیس را به آنان بنمایاند. در پاسخ به دعاهای آنان، فرشته خداوند نازل می‌شود و می‌گوید: قدیس به سوی خداوند عروج کرده است.»
تاریخ تقریبی فوت گریگور نارکاتسی قدیس بین سال‌های ۱۰۰۳ تا ۱۰۱۰ میلادی ذکر شده‌است.

## آثار گریگور نارکاتسی
از گریگور نارکاتسی به عنوان حکیم دانشمند، استاد مسائل کلیسایی و زاهد، آثار ادبی بسیار غنی ای بر جای مانده است. سرودهای نارکاتسی که بیش از بیست شعر با مضامین دنیوی و روحانی است. همگی بیان گر نگاه وی به طبیعت و زندگی معنوی است.
در اشعار نارگاتسی از لحاظ بیان و شکل و مضمون سنت‌های شعر غنایی مذهبی بسیار نیرومند است. لیکن برخی عناصر دنیوی نیز در آثار وی به چشم می‌خورد. آثار قابل توجهی از این شاعر به جامانده که در میان آن‌ها منظومه «ماتیان وُقبرگوتیان» دارای ارزش‌های بسیار والای هنری و زیبایی شناسانه است.
واژه (ماتیان) یا (ماتیکان) در زبان پارتی به معنی دفتر و کتاب است و در زبان ارمنی نیز به همین معنی استعمال می‌شود.
در فارسی ماتیان وُقبرگوتیان را به زبان ساده می‌توان (مصیبت نامه یا سوگنامه یا کتاب مصیبت صفیر) ترجمه کرد. این منظومه که از نود و پنج سرود تشکیل یلفته در ادبیات قرون وسطا ارمنی یک شاهکار شعری است.
هوانس تومانیان دربارهٔ نارکاتسی گفته است:
«زبان نیست که سخن می‌گوید، دهان نیست که حکایت می‌کند، قلب آتش گرفته است که می‌سوزد و جان شکنجه دیده است که فریادش تا به آسمان می‌رسد.»
در منظومه ماتیان وُقبرگوتیان شاعر به شکایت از وضع موجود می‌پردازد و خود و زمانه اش را بی‌امان به باد انتقاد و ملامت می‌گیرد و می‌خواهد تا به خدا برسد و همه چیز را دریابد. حتی بداند که چرا خون در رگ‌ها به گردش درمی آید. او در همه چیز شک می‌کند و برضد زاهدان ریائی زمانه به پیکار برمی خیزد.
گریگور نارکاتسی نخستین شاعر غنایی سرای ارمنی است که در آثارش از مظاهر طبیعی، (گل سرخ، سوسن، شبنم، دریای گل)، و غیره سخن به میان می‌آید و این برای دورانی که شعر غالباً چشم بر طبیعت می‌بندد و شاعر (فرزند آسمان) خوانده می‌شود، خود نوعی جسارت هنری و نوآوری محسوب می‌گردد و همین ویژگی، نارکاتسی را به هیئت نخستین پایه‌گذار شعر لیریک یا غنایی متمایل به واقع گرایی ابتدایی و شعرهایش را از نخستین آثار در برگیرنده مضامین طبیعی و انسانی در ادبیات ارمنی در می‌آورد.
نارکاتسی به این نیز اکتفا نمی‌کند و (عشق انسانی) و (زیبایی زنانه) را هم که پیش از آن جایی در شعر غنایی ارمنی نداشت، به مضامین شعر خود می‌افزاید و (لباس‌های زیبا و رنگارنگ) و (ناز و کرشمه زیبا رویان) را با بیانی شگرف می‌سراید. طبیعت، گل‌ها، ستاره‌ها، نور و شبنم، همه و همه جان شیفته شاعر را به وجد می آرند و شاعر در تمام این پدیده‌ها مظاهر وجود خدا را می‌بیند و آن‌ها را تقدیس می‌کند.

## فغان نامه
نارکاتسی خود را غرق در مرداب گناه احساس می‌کند. این احساس گناه، روح او را متلاطم و مضطرب می‌کند و با وجود این حس است که خداوند را با تمامی شکوه و جلال اش دست نیافتنی می‌بیند و می‌سراید:
«خداوند تو از برای خویش عدل را و از برای من شر و سرافکندگی را مقدر داشتنی.
از برای خویش جلال و شکوه را و از برای من ننگ و رسوایی را.
از برای خاطره‌ای شیرین و از برای من بلغم ترشیده واپسین روز را.
برای خویشتن تحسینی بی پایان و از برای من فریاد و فغان.
برای خویشتن سرودهای سرور و شادی و از برای من هجران و تبعید.
برای خویشتن حقوقی شایان و از برای من پاسخ گویی و پریشانی.
برای خویشتن مدح و شتایش وصف ناپذیر و برای من کیفر حقیر لیسیدن خاکستر».
کتاب فغان نامه جستجو و تفحص روح انسانی در مورد مرگ و پایان زندگی است. افزون بر این جلوه‌ای از هیجانات و نگاه درون است. نگاهی که او از این منظر می‌آفریند.
در اندیشه نارکاتسی جهان هستی متشکل از سه بخش است: آسمان، زمین و دوزخ یا جهنم. آسمان مکان فرشتگان خداوند و معصومین است. زمین منزلگاه موقت انسانها و دوزخ شکنجه گاه شیاطین است. این سه بخش مضامین الهام بخش و تمام نشدنی او بوده‌است.